# Galloa galloi
Galloa galloi är en insektsart som beskrevs av Piza Jr. 1971. Galloa galloi ingår i släktet Galloa och familjen vårtbitare. Inga underarter finns listade i Catalogue of Life.